# 國分站 (香川縣)
國分站（日语：／ Kokubu eki */?）是位於日本香川縣高松市國分寺町，隸屬於四國旅客鐵道（JR四國）的鐵路車站，車站編號為Y04。本站現時主要停靠普通列車，另外清晨及深宵時份亦有數班快速「Marine Liner」及在白天時間的少量快速「Sunport」及「Sunport 南風接駁號」停靠。站內設有輔助站牌，並標示本站為「讚岐岩與盆栽之站」。

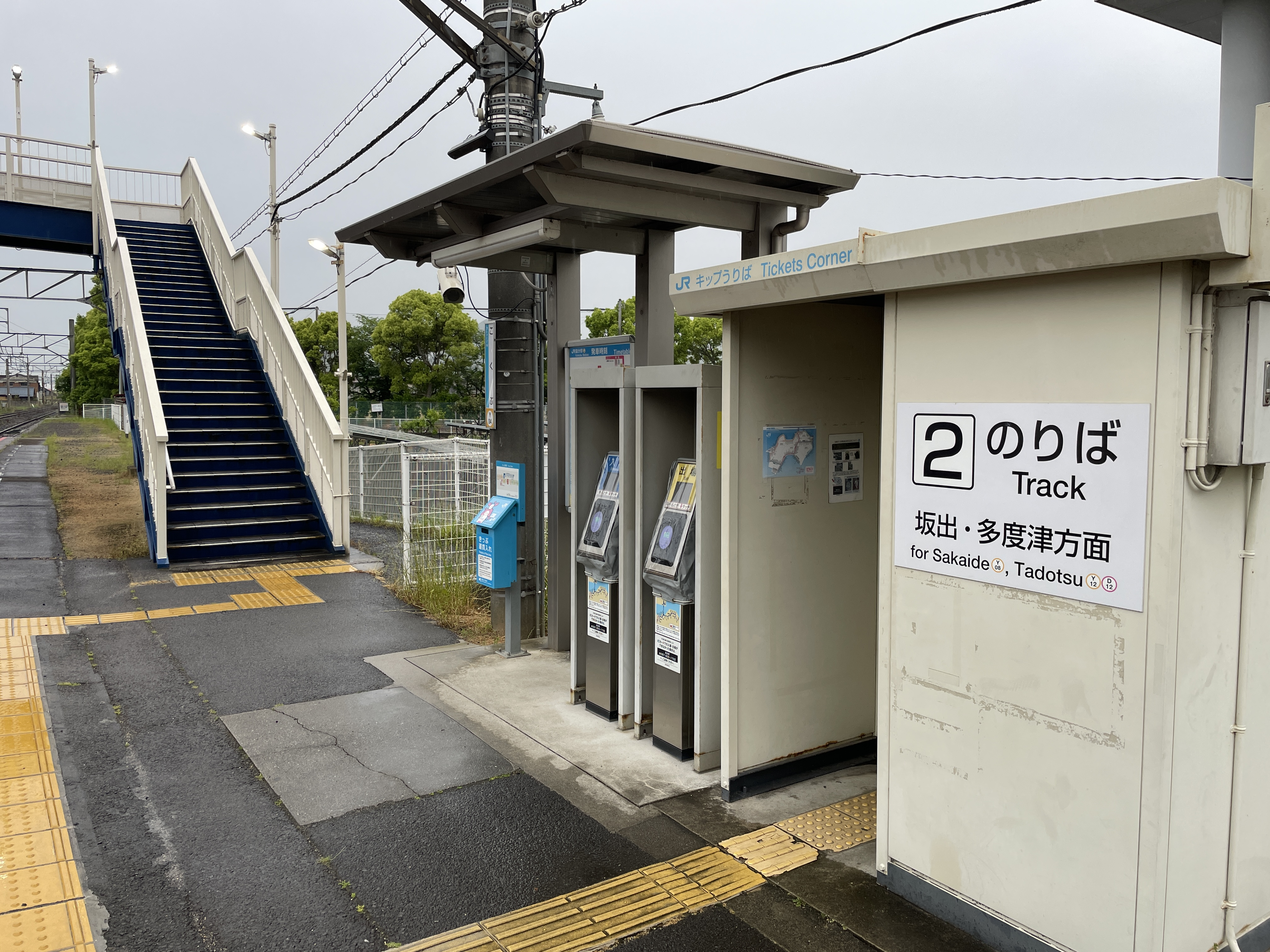
往坂出方向的驗票口（2023年5月）

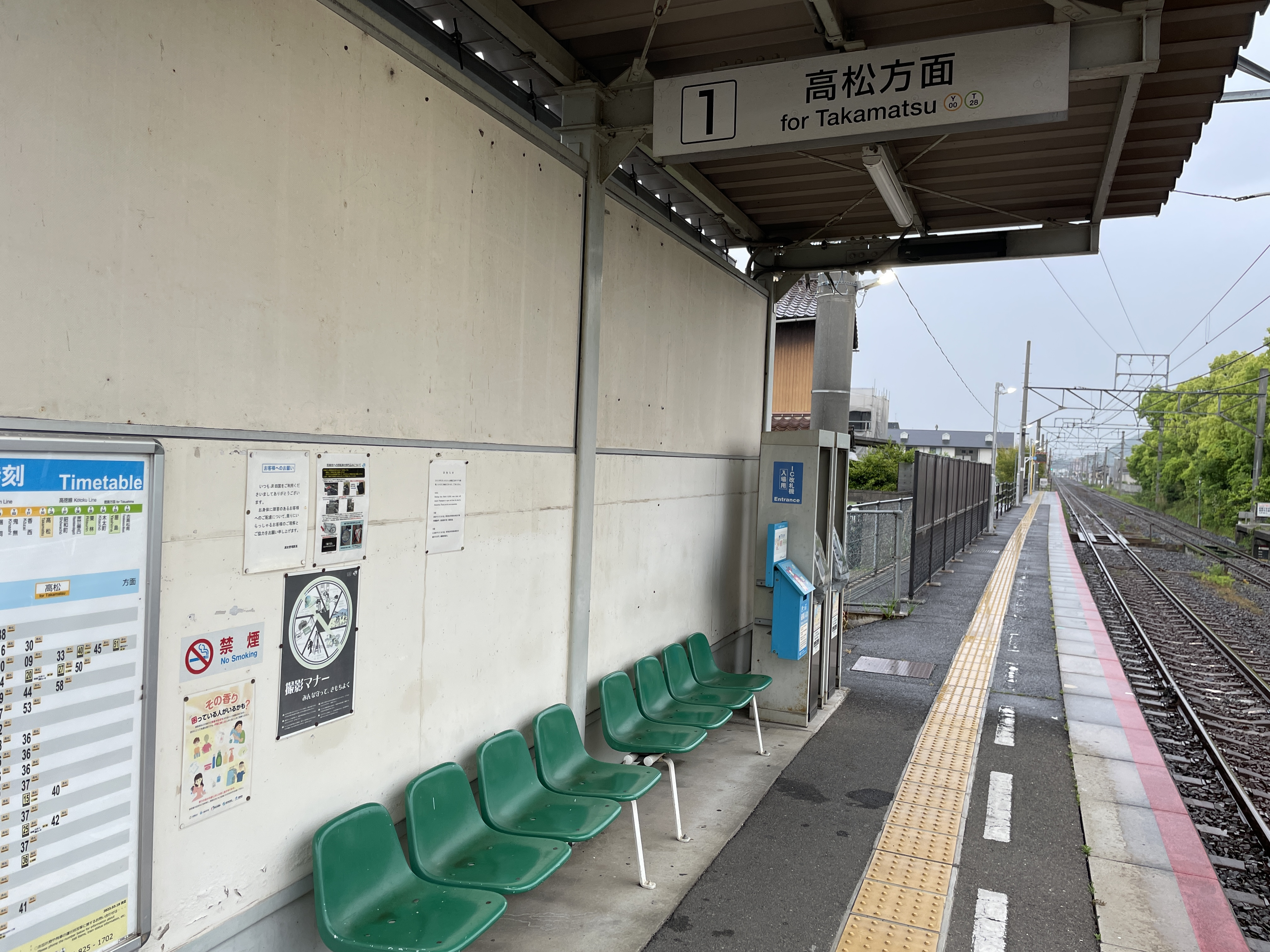
往高松方向的候車室（2023年5月）

## 車站構造

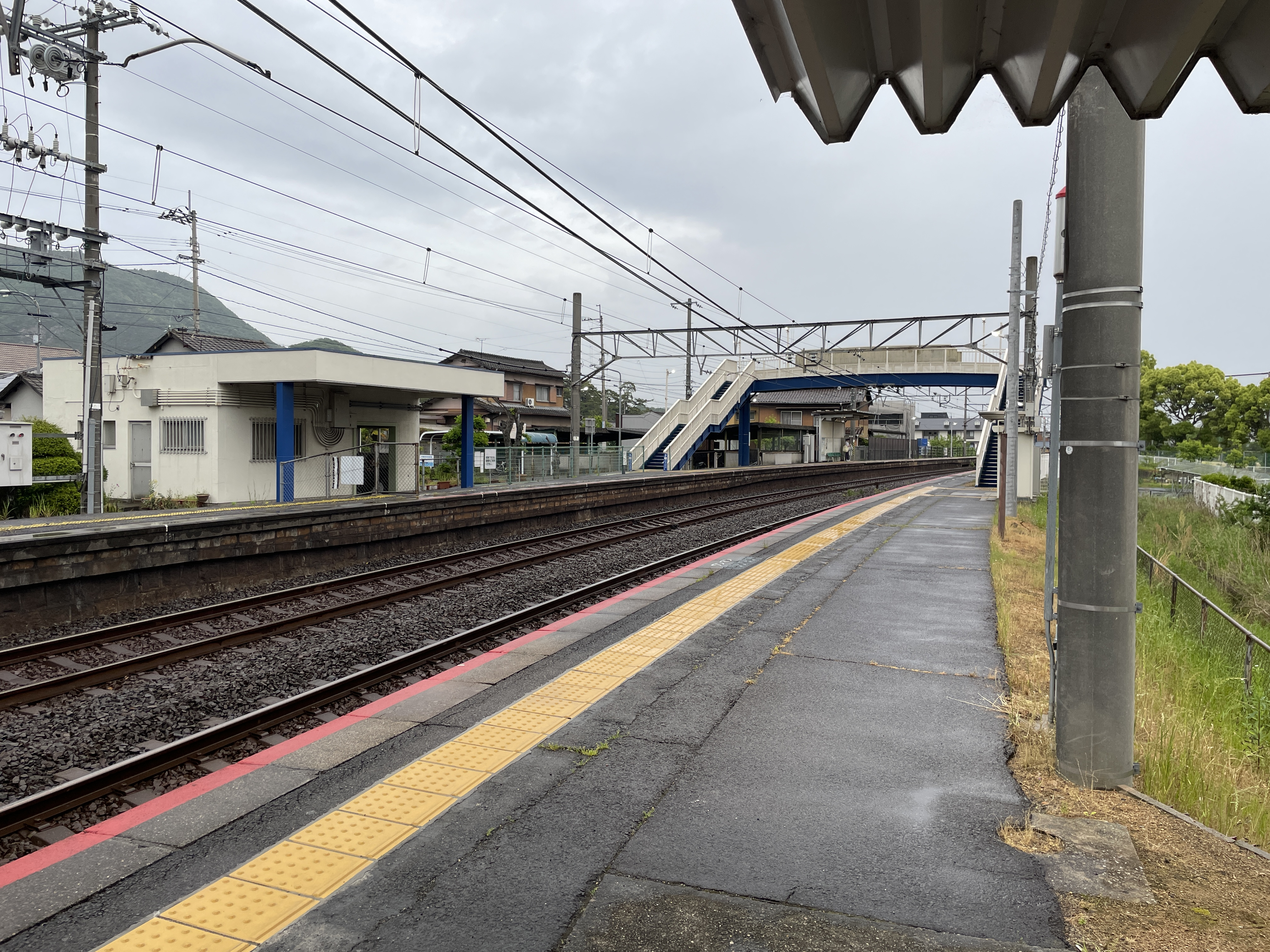
月台（2023年5月）

本站現時使用中的為第二代站房，屬於新型的簡易站房，為單層混凝土建築物。站內只設有候車室、自動售票機及洗手間。車站入口對面為驗票閘口，入閘後便直接到達1號月台。
本站設有2座側式月台，共提供2面2線的配置。靠近站房為高松方向的1號月台，另一邊則是往坂出方向的2號月台。由於車站建築於路軌彎位，因此列車和月台之間的空隙較大，同時內側列車駛進2號月台時，會產生輕微的傾斜，過往就曾經有紀錄指因空隙過大而導致乘客意外的紀綠。現時列車絕大部份都會停靠至於向高松一方的月台，因為弧度較小相對較安全，但因於連接兩邊月台和站舍的行人天橋位於月台中央位置，令上落列車增添了不便；同時又把弧度太大的1號月台的後半部份加設警告欄杆封閉停用。
月台長度方面，1號月台在往高松方向有額外增長，因此理論上可以容納8輛有效長度的列車。至於2號月台，有效長度為6輛。兩邊月台大部份位置皆處於露天區域，只有很少部份設有上蓋或是有蓋候車室。而在2號月台位於天橋出入口旁則加裝自動售票機。

### 月台配置
| 月台 | 路線    | 方向 | 目的地                   | 備註                    |
| ---- | ------- | ---- | ------------------------ | ----------------------- |
| 1    | ■予讚線 | 上行 | 高松方向                 |                         |
| 2    | ■予讚線 | 下行 | 多度津、觀音寺、琴平方向 | 包括■瀨戶大橋線岡山方向 |

## 歷史
- 1897年2月21日：隨讚岐鐵道高松－丸龜開通而設站。
- 1904年12月1日：經營權改由山陽鐵道營運。
- 1906年：鐵道國有化，成為日本國有鐵道車站。
- 1969年10月1日：貨物轉運服務中止。
- 1970年6月1日：取消貨運服務。
- 1972年4月1日：停留所化、行李託運服務中止。
- 1987年4月1日：日本國鐵分割民營化，車站的營運由JR四國繼承。
- 2014年3月1日：可以使用「ICOCA」[4]。增設對應ICOCA的簡易式出、入閘專用拍卡器。

## 使用情況
每日平均上車人次如下。
| 上車人次推移 | 上車人次推移 |
| 年度         | 1日平均人數  |
| ------------ | ------------ |
| 2008         | 368          |
| 2009         | 356          |
| 2010         | 339          |
| 2011         | 346          |
| 2012         | 344          |
| 2013         | 369          |
| 2014         | 376          |

## 相鄰車站
四国旅客鐵道（JR四國）
■予讚線（包括■瀨戶大橋線）
■快速「Marine Liner」（早上、深夜以外）、■快速「Sunport」（早上上行、黃昏上行1班以外）
通過
■快速「Marine Liner」（只限早上、深夜）、■快速「Sunport」（早上上行、黃昏上行1班）
端岡（Y03）－國分（Y04）－鴨川（Y06）
■普通
端岡（Y03）－國分（Y04）－讚岐府中（Y05）